# Value at Risk
A Value at Risk vagy VaR a banki kockázatkezelés egy fontos eszköze. A VaR definíciója szerint: normális körülmények között, adott szignifikanciaszinten, adott időhorizonton vett maximális várható veszteség. A VaR-számítás a banki kockázatkezelésben terjedt el, de használható portfólióoptimalizálásra is, azonban ebben az esetben ügyelni kell a kaszinóhatásra.
Míg a vállalati gyakorlatban első sorban a Cash Flow at Risk (CFaR) terjedt el, amely egy könnyen értelmezhető, de nem koherens kockázati mérték, addig a banki gyakorlatban a VaR terjedt el, mivel:
- vállalatoknak időigényesebb forrást gyűjteniük, mint a bankoknak. Ha a vállalat nem kap hitelt, nem fizet szállítóinak, körbetartozás alakul ki. A vállalatok számára a likviditási problémák jelentős kockázattal és költséggel járhatnak, ezért ők a CFaR mértékre koncentrálnak;
- továbbá a bankok likviditási szempontból rugalmasabbak, mint a vállalatok, a bankközi piacon könnyen szerezhetnek forrásokat, de a mérlegtételek gyors átárazódása miatt számukra a portfóliók piaci értékváltozása és kockázata, a VaR mérőszám a fontosabb.